# Acantholimon cabulicum
Acantholimon cabulicum är en triftväxtart som beskrevs av Pierre Edmond Boissier. Acantholimon cabulicum ingår i släktet Acantholimon och familjen triftväxter. Inga underarter finns listade i Catalogue of Life.